# Monte Chiappo
Il Monte Chiappo (Monte Ciappo in ligure), 1.699 m, è una caratteristica piramide erbosa dell'Appennino ligure sulla quale convergono i confini amministrativi delle regioni Piemonte, Lombardia ed Emilia-Romagna.. A soli 8 km in linea d'aria più a sud si incontra un altro incrocio triplo di confini amministrativi, quello fra Piemonte, Emilia-Romagna e Liguria, in corrispondenza della vetta del Monte Carmo (1642 m).

## Descrizione

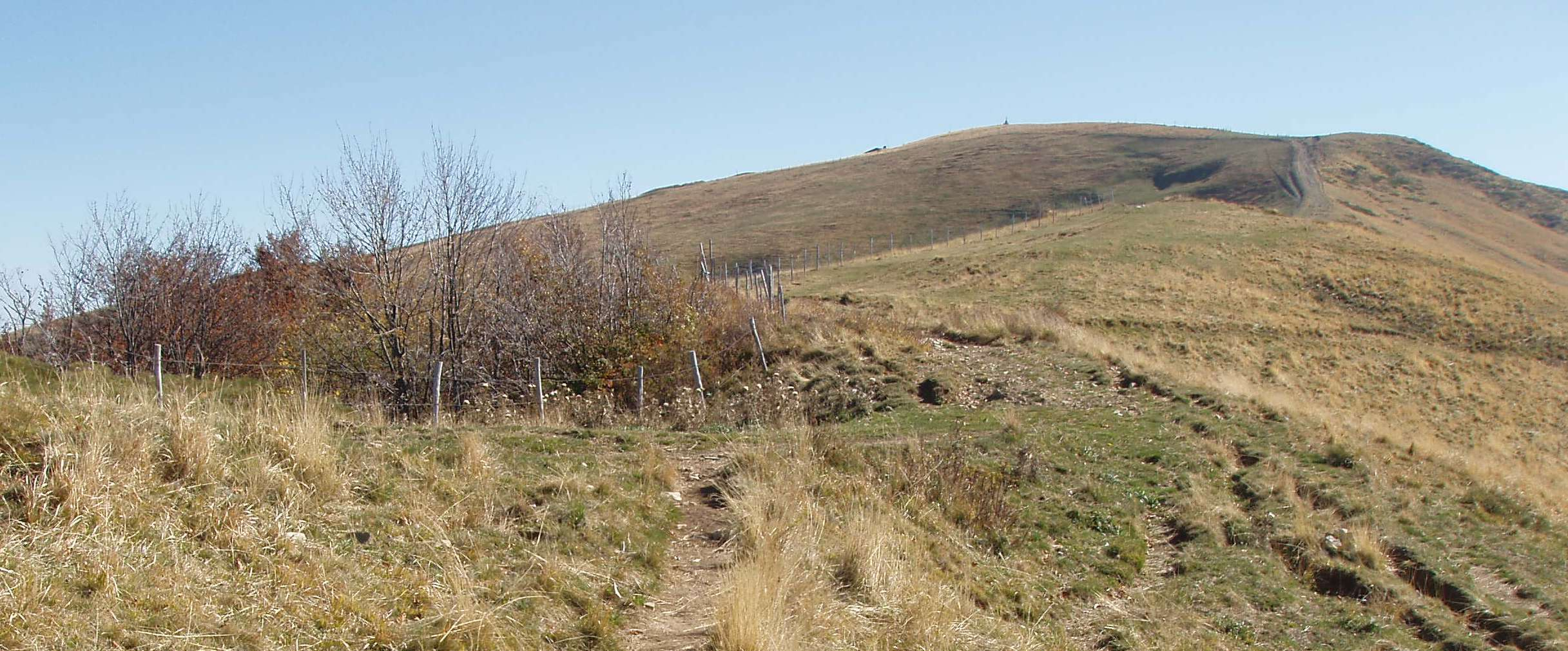
Il Monte Chiappo visto dal Cosfrone

Posta nel cuore della zona storico-geografica delle quattro province, la vetta del Monte Chiappo corrisponde al punto di incrocio degli spartiacque di ben quattro valli: la Staffora a nord-est, in territorio lombardo, la Boreca a sud-est, in territorio emiliano, e la Borbera e la Curone, rispettivamente a sud-ovest e a nord-ovest, entrambe in territorio piemontese.
Ad ovest, lungo il confine fra le province di Pavia e Piacenza, il crinale del Monte Chiappo degrada fino al Passo del Giovà (1366 m), che consente la comunicazione stradale fra Valle Staffora e Val Boreca; a sud, invece, lo spartiacque degrada fino al valico di Capanne di Cosola (1493 m), anch'esso carreggiabile, che mette in comunicazione la Val Borbera con la Val Boreca. Ad ovest, invece, il crinale del Monte Chiappo conserva altitudini piuttosto elevate, proseguendo (in senso SE-NO) con una serie di vette: Monte Prenardo (1655 m), Monte Ebro (1700 m), Monte Cosfrone (1665 m), Monte Panà (1562 m), Monte Gropà (1420 m), fino al Monte Giarolo (1473 m), definendo così lo spartiacque fra Val Borbera e Val Curone. Anche in direzione nord il crinale si mantiene impervio, andando a configurare, con la sequenza delle vette dei monti Rotondo (1564 m), Garavé (1549 m), Bagnolo (1547 m) e Boglelio (1492 m) lo spartiacque fra la Val Curone e la Valle Staffora.
Il Monte Chiappo fa parte del gruppo del Monte Antola, del quale costituisce la terza vetta, in ordine di altezza, dopo quelle del Monte Lesima e del Monte Ebro. Sulla sua vetta si trova l'incrocio triplice tra i confini amministrativi della provincia emiliana di Piacenza (in cui ricade approssimativamente il "quarto" sud-orientale del monte), della provincia piemontese di Alessandria (in cui ricadono i "due quarti" nordoccidentale e sudoccidentale) e della provincia lombarda di Pavia (in cui ricade il "quarto" nordorientale). Il punto di incrocio fra i tre confini cade approssimativamente sulla vetta del monte, in corrispondenza della quale è collocata una statua di San Giuseppe.
Sul versante pavese si snoda una seggiovia che collega la frazione di Pian del Poggio ( a nord-est, in provincia di Pavia) alla vetta, superando un dislivello di oltre 300 metri. Sempre sul versante pavese, si trovano anche delle piste da sci alpino e delle strutture ricettive.
A sud-est, a pochi chilometri di distanza, sorge la frazione di Capannette di Pej (in territorio piacentino) anch'essa fornita di strutture alberghiere e di pista da sci (senza innevamento artificiale) utilizzabile in inverno, ogni qualvolta le caratteristiche meteorologiche lo consentono. A sud-ovest, sul versante piemontese, sorge la frazione di Capanne di Cosola, dove si trovano altre piccole strutture ricettive, inclusa una colonia estiva.
Negli ultimi decenni il numero sempre più esiguo di giorni di sufficiente innevamento, in conseguenza del riscaldamento globale, ha spinto le imprese locali alla riconversione degli impianti sciistici in impianti per mountain bike, in modo da poter diversificare la fruibilità dell'area. Un'altra attività economica molto praticata sui versanti piemontese ed emiliano è quella del pascolo delle vacche per la produzione di latte e latticini.

## Accesso alla cima
Oltre alla seggiovia, la via più breve per raggiungere la vetta del Monte Chiappo è il sentiero che parte da Pian Dell'Armà e corre lungo il versante pavese. Un'altra via ben segnalata è costituita dal sentiero che risale dalle frazioni di Capanne di Cosola costeggiando il confine fra Piemonte ed Emilia. Dalla cima si gode del panorama sulle sottostanti valli e sulle vicine vette del Ebro ad ovest, del Lesima ad est, del Cavalmurone a sud, nonché su ampi settori dell'Appennino Ligure e - in condizioni di buona visibilità - anche su un tratto di mar Ligure.

## Punti di appoggio
- Sulla cima del monte sorge il rifugio Monte Chiappo (1699 m).[3][4]
- Ad ovest, sul versante settentrionale del Monte Ebro, in territorio alessandrino, si trova inoltre il Rifugio Orsi (1397 m).
- Verso nord, non lontano dalla vetta del Monte Boglelio, in territorio pavese, sorge anche il Bivacco Pian della Mora. [5]

## Via del sale
Sul Monte Chiappo transitava la via del sale lombarda, che partendo da Pavia risaliva la valle Staffora, saliva al monte Bogleglio e percorreva tutto il crinale tra val Boreca e val Borbera, dopo il monte Antola scendeva a Torriglia e quindi raggiungeva Genova. Oggi questa porzione della Via del Sale continua ad essere percorsa dagli escursionisti che possono avvalersi della relativa segnaletica.